# Margo lateralis scapulae

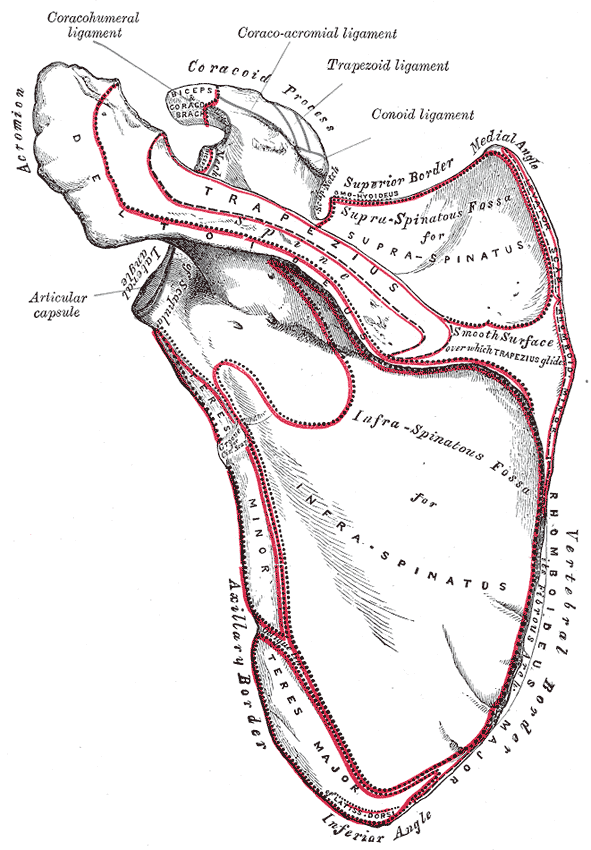
A bal lapocka doralis nézetből (a margo lateralis scapulae a bal oldalon van jelölve)

A margo lateralis scapulae a lapocka (scapula) lateralis széle. Ez a legvastagabb a három közül. A cavitas glenoidalis alól ered és haránt irányúan lefelé fut egészen a angulus inferior scapulae-ig. Ez a rész tapadást biztosít a nagy görgetegizomnak (musculus teres major) és a musculus subscapularisnak.

## Külső hivatkozások
- Képek